# Roodvleugelgrondkoekoek
De roodvleugelgrondkoekoek (Neomorphus rufipennis) is een vogel uit de familie Cuculidae (koekoeken).

## Verspreiding en leefgebied
Deze soort komt voor in zuidelijk Venezuela, Guyana en noordelijk Brazilië.